# 川崎武装メーデー事件
川崎武装メーデー事件（かわさきぶそうメーデーじけん）は、1930年（昭和5年）5月1日に神奈川県川崎市で発生した日本共産党による暴力デモ事件。

## 事件の発端
当時の共産党は田中清玄委員長を中心とする「武装共産党」の時代であり、日本各地で警察を標的としたテロを繰り返していた。そして1930年5月1日のメーデーに乗じた暴動計画を警視庁はいち早く察知し、メーデー当日の早朝に共産党本部を急襲し、竹槍などの武器を押収した。
神奈川県警察部も、神奈川県下の共産党が暴動を企てているとの情報がもたらされ、警戒を強めていた。

## 事件の概要
1930年の神奈川県のメーデー会場は、川崎稲毛神社の境内であった。
9時55分、メーデー実行委員会の副委員長が開会宣言を行おうとしたところ、「日本共産党日本共産青年同盟」と大書した旗を掲げ、竹槍や拳銃で武装した集団が乱入した。警察はこれを阻止しようとし大乱闘になった。その際、共産党側は拳銃を発砲し、警察官を負傷させた。また、メーデー実行委員会のメンバーたちにも刺傷させた。約20分後、警察の応援部隊も到着し犯人8人を逮捕した。
メーデーの大会そのものは協議の結果、参加者全員に対する身体検査の実施と引き換えに14時から再開された。
この事件で負傷した警察官3人には、翌年の1931年4月29日に功労賞等が授与された。
なお、この一件については、事件直後から共産党内でも批判の声があがり、1930年のプロフィンテルンの国際大会でも批判の対象となった。